# Кловер (тауншип, округ Клируотер, Миннесота)
Кловер (англ. Clover) — тауншип в округе Клируотер, Миннесота, США. На 2000 год его население составило 116 человек.

## География
По данным Бюро переписи населения США площадь тауншипа составляет 45,7 км², из которых 44,2 км² занимает суша, а 1,5 км² — вода (3,34 %).

## Демография
По данным переписи населения 2000 года здесь находились 116 человек, 49 домохозяйств и 29 семей. Плотность населения — 2,6 чел./км². На территории тауншипа расположено 59 построек со средней плотностью 1,3 построек на один квадратный километр. Расовый состав населения: 90,52 % белых, 8,62 % коренных американцев и 0,86 % приходится на две или более других рас.
Из 49 домохозяйств в 18,4 % воспитывались дети до 18 лет, в 53,1 % проживали супружеские пары, в 6,1 % проживали незамужние женщины и в 38,8 % домохозяйств проживали несемейные люди. 36,7 % домохозяйств состояли из одного человека, при том 8,2 % из — одиноких пожилых людей старше 65 лет. Средний размер домохозяйства — 2,37, а семьи — 3,17 человека.
27,6 % населения — младше 18 лет, 3,4 % — в возрасте от 18 до 24 лет, 21,6 % — от 25 до 44, 32,8 % — от 45 до 64, и 14,7 % — старше 65 лет. Средний возраст — 43 года. На каждые 100 женщин приходилось 141,7 мужчин. На каждые 100 женщин старше 18 приходилось 133,3 мужчин.
Средний годовой доход домохозяйства составлял 32 083 доллара, а средний годовой доход семьи — 39 375 долларов. Средний доход мужчин — 26 250 долларов, в то время как у женщин — 25 417. Доход на душу населения составил 16 248 долларов. За чертой бедности находились 17,1 % семей и 27,0 % всего населения тауншипа, из которых 47,1 % младше 18 лет.